# Тезе, Джордан
Джордан Тезе (нидерл. Jordan Teze; род. 30 сентября 1999, Розендал, Северный Брабант) — нидерландский футболист, защитник клуба «Монако» и сборной Нидерландов.

## Клубная карьера
Тезе — воспитанник клуба ПСВ. В 2017 году для получения игровой практики Джордан начал выступать за дублирующий состав. 20 октября в матче против «Валвейка» он дебютировал в Эрстедивизи. В начале 2018 года Джордан был включён в заявку основной команды. 25 августа в матче против «Зволле» он дебютировал в Эредивизи. 10 апреля 2022 года в поединке против «Валвейка» Джордан забил свой первый гол за ПСВ.
20 августа 2024 года перешёл в «Монако», подписав пятилетний контракт до середины 2029 года.

## Международная карьера
В 2016 году Тезе в составе юношеской сборной Нидерландов принял участие в юношеском чемпионате Европы в Азербайджане. На турнире он сыграл в матчах против сборных Испании, Италии и Сербии.

## Достижения
ПСВ
- Чемпион Нидерландов: 2023/24
- Обладатель Кубка Нидерландов (2): 2021/22, 2022/23
- Обладатель Суперкубка Нидерландов (3): 2021, 2022, 2023

## Статистика

### Список матчей за сборную
| Матчи Тезе за сборную Нидерландов | Матчи Тезе за сборную Нидерландов | Матчи Тезе за сборную Нидерландов | Матчи Тезе за сборную Нидерландов | Матчи Тезе за сборную Нидерландов | Матчи Тезе за сборную Нидерландов |
| --------------------------------- | --------------------------------- | --------------------------------- | --------------------------------- | --------------------------------- | --------------------------------- |
| №                                 | Дата                              | Соперник                          | Счёт                              | Голы Тезе                         | Соревнование                      |
| 1                                 | 8 июня 2022                       | Уэльс                             | 2:1                               | —                                 | Лига наций УЕФА 2022/2023         |
| 2                                 | 11 июня 2022                      | Польша                            | 2:2                               | —                                 | Лига наций УЕФА 2022/2023         |
| 3                                 | 14 июня 2022                      | Уэльс                             | 3:2                               | —                                 | Лига наций УЕФА 2022/2023         |
| 4                                 | 21 ноября 2023                    | Гибралтар                         | 6:0                               | —                                 | Чемпионат Европы 2024 (отбор)     |

Итого: 4 матча / 0 голов; 3 победы, 1 ничья, 0 поражений.